# Ledig Erf
Het Ledig Erf is een straat in de Nederlandse stad Utrecht. Ze ligt direct ten zuiden van het centrum en loopt over een afstand van zo'n 100 meter langs de Stadsbuitengracht tussen de Vaartscherijnbrug en de Krommerijnbrug.
Het Ledig Erf kent een eeuwenoude geschiedenis. Vanuit de middeleeuwen lag ze direct buiten de Tolsteegpoorten in het voorstadje Tolsteeg. Onder meer aardewerkindustrie vestigde zich in die tijd hier. Verkeerstechnisch is het Ledig Erf en directe omgeving in de loop der eeuwen op diverse manieren gebruikt. Op nummer 5 bevond zich een 17e-eeuws, rijksmonumentaal veerhuis, dat stamde uit de tijd dat de Vaartsche Rijn die hier begint nog een belangrijke scheepvaartroute was; het is in 2007 gesloopt. Over land liep in de 20e eeuw tramlijn 1 over het Ledig Erf; een overgebleven rijksmonumentaal wachthuisje resteert daar nog van. Vanaf 1928 tot circa 1970 lag er een rotonde op het Ledig Erf. Vandaag de dag maken verschillende verkeersdeelnemers in beide richtingen druk gebruik van de straat. 
In het brugwachtershuis van de Vaartscherijnbrug bevindt zich het Bruggenmuseum dat zeer beperkt te bezoeken is. Men wil daarnaast nogal eens het Ledig Erf als straat verwarren met de nabije, maar binnen de singel gelegen, Tolsteegbarrière.